# Calliphora nigrithorax
Calliphora nigrithorax este o specie de muște din genul Calliphora, familia Calliphoridae, descrisă de Malloch în anul 1927. Conform Catalogue of Life specia Calliphora nigrithorax nu are subspecii cunoscute.